# Colton Parayko
Colton Parayko, född 12 maj 1993, är en kanadensisk professionell ishockeyspelare som spelar för St. Louis Blues i NHL.
Han har tidigare spelat för Chicago Wolves i AHL och Alaska Nanooks i NCAA.
Parayko vann Stanley Cup med St. Louis Blues säsongen 2018–19.

## Klubblagskarriär

### NHL

#### St. Louis Blues
Parayko draftades i tredje rundan i 2012 års draft av St. Louis Blues som 86:e spelare totalt.
Han vann Stanley Cup med St. Louis Blues säsongen 2018–19. 

## Statistik
| 2007–2008   | St. Albert Sabres        | AMBHL       | 30  | 3  | 9   | 12  | 22  | 2  | 0  | 1  | 1  | 0  |
| 2008–2009   | St. Albert Flyers        | AMMHL       | 33  | 1  | 15  | 16  | 8   | 2  | 0  | 2  | 2  | 0  |
| 2009–2010   | St. Albert Crusaders     | NAMHL       | 33  | 5  | 8   | 13  | 10  | —  | —  | —  | —  | —  |
| 2010–2011   | Fort McMurray Oil Barons | AJHL        | 42  | 3  | 9   | 12  | 12  | 12 | 2  | 1  | 3  | 2  |
| 2011–2012   | Fort McMurray Oil Barons | AJHL        | 53  | 9  | 33  | 42  | 65  | 21 | 3  | 9  | 12 | 14 |
| 2012–2013   | Alaska Nanooks           | NCAA        | 33  | 4  | 13  | 17  | 23  | —  | —  | —  | —  | —  |
| 2013–2014   | Alaska Nanooks           | NCAA        | 37  | 7  | 19  | 26  | 16  | —  | —  | —  | —  | —  |
| 2014–2015   | Alaska Nanooks           | NCAA        | 34  | 6  | 17  | 23  | 16  | —  | —  | —  | —  | —  |
|             | Chicago Wolves           | AHL         | 17  | 4  | 3   | 7   | 6   | 5  | 0  | 0  | 0  | 6  |
| 2015–2016   | St. Louis Blues          | NHL         | 79  | 9  | 24  | 33  | 29  | 20 | 2  | 5  | 7  | 4  |
| 2016–2017   | St. Louis Blues          | NHL         | 81  | 4  | 31  | 35  | 32  | 11 | 2  | 3  | 5  | 2  |
| 2017–2018   | St. Louis Blues          | NHL         | 82  | 6  | 29  | 35  | 13  | —  | —  | —  | —  | —  |
| 2018–2019   | St. Louis Blues          | NHL         | 80  | 10 | 18  | 28  | 15  | 26 | 2  | 10 | 12 | 10 |
| 2019–2020   | St. Louis Blues          | NHL         | 64  | 10 | 18  | 28  | 16  | 9  | 2  | 0  | 2  | 2  |
| 2020–2021   | St. Louis Blues          | NHL         | 32  | 2  | 10  | 12  | 14  | 4  | 0  | 1  | 1  | 0  |
| 2021–2022   | St. Louis Blues          | NHL         | 80  | 6  | 29  | 35  | 18  | 12 | 2  | 3  | 5  | 6  |
| 2022–2023   | St. Louis Blues          | NHL         | 79  | 4  | 23  | 27  | 30  | —  | —  | —  | —  | —  |
| 2023–2024   | St. Louis Blues          | NHL         | 82  | 10 | 16  | 26  | 23  | —  | —  | —  | —  | —  |
| NHL totalt  | NHL totalt               | NHL totalt  | 659 | 61 | 198 | 259 | 190 | 82 | 10 | 22 | 32 | 24 |
| NCAA totalt | NCAA totalt              | NCAA totalt | 104 | 17 | 49  | 66  | 55  | —  | —  | —  | —  | —  |

### Internationellt
| Källa: Uppdaterad: 2019-06-14 | Källa: Uppdaterad: 2019-06-14 | Källa: Uppdaterad: 2019-06-14 |         | Utv = Utvisningsminuter | Utv = Utvisningsminuter | Utv = Utvisningsminuter | Utv = Utvisningsminuter | Utv = Utvisningsminuter |
| År                            | Lag                           | Mästerskap                    | Matcher | Mål                     | Assists                 | Poäng                   | Utv                     |                         |
| ----------------------------- | ----------------------------- | ----------------------------- | ------- | ----------------------- | ----------------------- | ----------------------- | ----------------------- | ----------------------- |
| 2016                          | Lag Nordamerika               | World Cup                     | 3       | 0                       | 3                       | 3                       | 2                       |                         |
| 2017                          | Kanada                        | VM,                           | 6       | 3                       | 4                       | 7                       | 0                       |                         |
| 2018                          | Kanada                        | VM                            | 10      | 4                       | 4                       | 8                       | 6                       |                         |
| Senior totalt                 | Senior totalt                 | Senior totalt                 | 19      | 7                       | 11                      | 18                      | 8                       |                         |